# Girls' Generation First Japan Tour
Girls' Generation First Japan Tour é o quinto álbum de vídeo lançado do girl group sul-coreano Girls' Generation, nos formatos de DVD e Blu-ray. Seu lançamento ocorreu no dia 14 de dezembro de 2011 no Japão.

## História
O DVD contém apresentações e cenas da The 1st Japan Arena Tour, a primeira turnê japonesa do grupo, que iniciou em 31 de maio de 2011, que passou por seis cidades do Japão e teve um total de 14 apresentações. O Blu-ray/DVD foi lançado em duas edições, A 'Edição Limitada' possui uma gravação especial, álbum de fotos e um emblema. As cópias regulares de Blu-ray e DVD possuem uma gravação especial, mas o álbum de fotos de 36 páginas é diferente. A edição limitada também possui uma caixa de caramelo especial, Digipak para a caixa de disco e uma caixa de cosméticos especial (Blu-ray: cor ouro / DVD: cor prata).

## Lista de faixas
| N.º | Título                      | Duração |  |
| 1.  | "Genie"                     |         |  |
| 2.  | "you-aholic"                |         |  |
| 3.  | "Mr. Taxi"                  |         |  |
| 4.  | "I'm In Love With The Hero" |         |  |
| 5.  | "Let It Rain"               |         |  |
| 6.  | "Snowy Wish"                |         |  |
| 7.  | "Etude"                     |         |  |
| 8.  | "Kissing You"               |         |  |
| 9.  | "Oh!"                       |         |  |
| 10. | "The Great Escape"          |         |  |
| 11. | "Bad Girl"                  |         |  |
| 12. | "Run Devil Run (intro)"     |         |  |
| 13. | "Run Devil Run"             |         |  |
| 14. | "Beautiful Stranger"        |         |  |
| 15. | "Hoot"                      |         |  |
| 16. | "Complete"                  |         |  |
| 17. | "My Child"                  |         |  |
| 18. | "Ice Boy"                   |         |  |
| 19. | "HaHaHa"                    |         |  |
| 20. | "Gee"                       |         |  |
| 21. | "Born to Be Lady"           |         |  |
| 22. | "Into the New World"        |         |  |
| 23. | "Way to Go"                 |         |  |
| 24. | "It's Fantastic!"           |         |  |

| Primeira Edição Limitada |               |         |  |
| N.º                      | Título        | Duração |  |
| 25.                      | "Vídeo bônus" |         |  |

## Desempenho nas paradas
Girls' Generation Japan 1st Arena Tour conquistou a primeira posição nas seguintes paradas da Oricon: Daily DVD Combined Chart, Blu-ray Chart e DVD Music Chart. De acordo com as paradas da Oricon, a versão em DVD de First Japan Tour alcançou o primeiro lugar na semana de 12 à 18 de dezembro, nas categorias de "DVD musical" e em total de DVDs vendidos.
A versão em Blu-ray de First Japan Tour obteve a primeira colocação na categoria de "Blu-ray musical" e o segundo lugar no total de vendas em Blu-ray para a semana. Girls' Generation tornou-se o primeiro artista estrangeiro a alcançar o primeiro lugar nas paradas semanais da Oricon para as categorias de "DVD musical" e "Blu-ray musical" ao mesmo tempo.

### Paradas
| Parada                  | Melhor posição |
| ----------------------- | -------------- |
| Oricon Daily DVD Chart  | 1              |
| Oricon Weekly DVD Chart | 1              |

### Vendas e certificações
| Tabela                                    | Quantidade      |
| ----------------------------------------- | --------------- |
| Oricon (vendas físicas)                   | 208.000+        |
| RIAJ (certificação de encomendas físicas) | Ouro (100.000+) |

## Histórico de lançamento
| País      | Data                   | Formato      | Distribuidora      |
| --------- | ---------------------- | ------------ | ------------------ |
| Japão     | 14 de dezembro de 2011 | DVD, blu-ray | Nayutawave Records |
| Taiwan    | 27 de abril de 2012    | DVD          | Universal Music    |
| Hong Kong | 27 de abril de 2012    | DVD          | Universal Music    |
| Tailândia | 30 de junho de 2012    | DVD          | Universal Music    |
| Filipinas | 29 de agosto de 2012   | DVD          | MCA Music          |